# 东京警监学校
东京警监学校，清末中国赴日留学生主要选择的学校之一。

## 校友
该校毕业生有喻培伦、陈其美、周淡游、彭允彝等。